# Ганцев, Шамиль Ханафиевич
Шами́ль Ханафи́евич Га́нцев (род. 19 апреля 1951, Уфа, БАССР, РСФСР) — советский и российский учёный и клиницист, хирург, онколог, педагог; общественный деятель. Доктор медицинских наук, профессор, действительный член (академик) Академии наук Республики Башкортостан. Заведующий кафедрой онкологии и клинической морфологии Башкирского государственного медицинского университета. Директор Научно-исследовательского института онкологии БГМУ. Директор Клиники онкологии Республиканского клинического онкологического диспансера (г. Уфа). Член Общественной палаты Российской Федерации, заместитель председателя Общественной палаты Республики Башкортостан. Председатель Общественного научно-технического совета Технопарка «Сколково». Заслуженный деятель науки Российской Федерации, лауреат Государственной премии Республики Башкортостан в области науки и техники.

## Биография

### Происхождение
Шамиль Ханафиевич Ганцев родился 19 апреля 1951 года в г. Уфе Башкирской АССР. От родителей (отец — Ганцев Ханафи Алимович, 1916 г. р.; мама — Еникеева Саида Ханафиевна, 1925 г. р.) он получил свои первые уроки трудолюбия и доброты. В 1968 году с медалью окончил среднюю школу № 2 г. Уфы. Уже в школе проявились творческая активность и организаторский талант будущего профессора Ш. Х. Ганцева. Он был деятельным участником различных конкурсов, олимпиад по математике, физике и химии, спортивных соревнований.
Когда по окончании школы встал вопрос о выборе профессии, значительное влияние на Шамиля Ханафиевича оказал пример старшей сестры — Халиды Ханафиевны Ганцевой (род. 1948), студентки Башкирского медицинского института, ставшей в дальнейшем доктором медицинских наук, профессором, заведующей кафедрой внутренних болезней БГМУ.

### Хроника профессиональной деятельности
- 1968—1974: учёба на лечебном факультете Башкирского государственного медицинского института. Ш. Х. Ганцев был старостой субординаторов-хирургов и хирургического студенческого научного кружка;
- 1974—1976: клинический ординатор кафедры госпитальной хирургии БГМИ;
- 1976—1978: хирург отделения абдоминальной хирургии больницы № 6 г. Уфы;
- 1978—1986: ассистент кафедры госпитальной хирургии БГМИ;
- 1982: защитил диссертацию на соискание учёной степени «кандидат медицинских наук» (Казань). Тема: «Послеоперационная спаечная болезнь брюшины, обусловленная спайками большого сальника»;
- 1986—1989: доцент кафедры госпитальной хирургии БГМИ;
- 1989: защитил диссертацию на соискание учёной степени «доктор медицинских наук» (Московский медицинский стоматологический институт им. Н. А. Семашко). Тема: «Оптимизация диагностики и хирургических методов лечения сочетанных заболеваний органов брюшной полости (клинико-экспериментальное исследование)»;[2]
- с 1989 по настоящее время: заведующий кафедрой онкологии Башкирского государственного медицинского института/университета;
- 1991: утверждён в учёном звании «профессор»;
- с 1993 по настоящее время: директор Клиники онкологии Республиканского клинического онкологического диспансера (г. Уфа);
- с 2011 по настоящее время: директор Научно-исследовательского института онкологии БГМУ.

## Клиническая, научная и педагогическая деятельность
Ш. Х. Ганцев — врач высшей квалификационной категории по онкологии. Область научных интересов и клинической практики профессора Ш. Х. Ганцева:
- Совершенствование теории метастазирования рака, развития канцероматоза брюшины, роли «сторожевого» лимфатического узла при раке на основе углублённого изучения вопросов локальной микролимфоциркуляции, неолимфогенеза, неолимфангиогенеза, микроанатомических особенностей строения органов;
- Совершенствование профилактики рака путём создания и внедрения скрининговых программ на основе облачных технологий, методов ранней иммуноферментной диагностики, организации противотабачных и иных мероприятий;
- Совершенствование хирургических (мультиорганных, органосохраняющих) и биотерапевтических методов лечения рака молочной железы, колоректального рака, рака желудка, канцероматоза;
- Разработка и апробация новых противоопухолевых препаратов, совершенствование лекарственных форм на основе нанотехнологий. Повышение биодоступности фармакопрепаратов при раке за счёт совершенствования путей и методов доставки лекарственных средств.

С именем профессора Ш. Х. Ганцева связан этап информатизации высшего профессионального медицинского образования в Республике Башкортостан и России. В 2000 г. им совместно с главным онкологом России академиком РАМН В. И. Чиссовым был издан первый российский мультимедийный учебник «Онкология», изданы мультимедийные пособия, тесты по онкологии, получившие высокую оценку на уровне РБ (Государственная премия РБ в области науки и техники) и на уровне Проблемной учебно-методической комиссии по онкологии РФ. Ш. Х. Ганцев является автором ряда книг, входящих в число лучших учебных изданий для системы высшего и дополнительного профессионального медицинского образования России по онкологическому профилю. Он автор учебника «Онкология» (издан в 2004 и 2006).

«Учебник отличается от аналогов по ряду позиций. Во-первых, строгим соответствием учебной программе. Во-вторых, использованием опыта ведущих клиник и учёных России в рамках единой образовательной концепции. В-третьих, впервые в отечественной педагогической практике медицинских вузов изложены стандарты диагностики и лечения в онкологии. Студент, обучающийся на кафедрах, получит первоначальные знания о стандартизации лечебно-диагностического процесса, что на сегодняшний день очень важно. Можно и дальше перечислять плюсы учебника, но мне представляется, что главным экспертом издания является студент. Учебник создан для него, и он его по достоинству оценит. С этой точки зрения я всецело поддерживаю издание учебника „Онкология“ под редакцией профессора Ш. Х. Ганцева. [Об издании 2006 г.]».— М. И. Давыдов, президент РАМН (2006—2011).
Профессор Ш. Х. Ганцев — соавтор академика М. И. Давыдова в создании учебника «Онкология» (2010, 2013) и атласа по онкологии для студентов медицинских вузов (2008), признанного лучшим атласом России.
Ряд фундаментальных научных исследований профессор Ш. Х. Ганцев ведёт в сотрудничестве с зарубежными коллегами. Так, разработка «Создание нового метода лечения рака молочной железы на основе препаратов, полученных путём стимуляции и индукции неолимфангиогенеза», руководителем которой является Шамиль Ханафиевич, получила статус участника проекта создания Инновационного центра «Сколково». В число участников работы вошли профессор Мелоди Шварц (Институт экспериментальных исследований в области рака, г. Лозанна, Швейцария), профессор Казуо Умезава (руководитель Департамента молекулярного скрининга таргетной медицины, Медицинский университет Айчи, г. Токио, Япония) и профессор Дамир Хисматуллин (Университет Тюлейн, г. Новый Орлеан, США).

«Во-первых, профессор Ганцев выдающийся хирург. Он обладает обширными познаниями, техникой, и, самоё главное, добротой к пациентам. Кроме того, он является учёным-исследователем. Я прочёл его книгу „Атлас лимфологии“ и был очень вдохновлён его новыми идеями и исследовательским духом.
Впервые я познакомился с профессором Ганцевым в декабре 2011 года. Я представил ему свою разработку по подавлению воспаления в брюшной полости, что может быть применено для борьбы с различными формами онкологических и воспалительных заболеваний. Это немного необычная идея. Он говорит: „Сначала было трудно поверить в столь неординарное предложение Умезавы, но после наших многочисленных дискуссий я пришёл к убеждению в состоятельности этого замысла“. Я очень рад, что, благодаря его чувству нового, мы сейчас плотно работаем вместе в разработке инновационного метода терапии рака».— Казуо Умезава, профессор.
Профессором Ш. Х. Ганцевым создана научно-практическая школа онкологов Республики Башкортостан, одна из наиболее авторитетных в Российской Федерации. За годы научно-педагогической деятельности им подготовлены 18 докторов наук и более 130 кандидатов наук. В числе учеников Шамиля Ханафиевича — профессора И. Р. Рахматуллина, О. Н. Липатов, А. М. Ханов, С. В. Вырупаев (все — Уфа), А. Г. Пухов (Челябинск), С. М. Демидов (Екатеринбург), П. Б. Зотов (Тюмень). С 1997 по 2012 г. Ш. Х. Ганцев был председателем диссертационного совета по онкологии при Башкирском государственном медицинском университете.
Ш. Х. Ганцев — заместитель главного редактора журнала «Креативная хирургия и онкология», член редакционных коллегий 15 медицинских журналов, в числе которых «Российский онкологический журнал», «Медицинский вестник Башкортостана», «Biomedicine & Pharmacotherapy» (ISSN 0753-3322, France), «Cancer Research Updates» (ISSN 1929—2279, Canada), «Oncology Research» (ISSN 0965-0407 [Print], 1555-3906 [Electronic], 0965-0407 [Linking], U.S.A.) и др.
Член Этического комитета Министерства здравоохранения Российской Федерации, Совета по науке при Главе Республики Башкортостан, Экспертной комиссии по присуждению Государственных премий РБ в области науки и техники, Экспертного совета при Комитете Государственного Собрания — Курултая РБ по здравоохранению, социальной политике и делам ветеранов.

## Наиболее известные научные работы
Профессор Ш. Х. Ганцев — автор более 900 научных работ, опубликованных в Российской Федерации и за рубежом, обладатель более 60 патентов РФ на изобретения. Среди его наиболее известных трудов:

### Монографии, учебники, учебные пособия[4]
1. Способ наложения илеоколостомы. Метод. рекомендации / Сост. Н. Г. Гатауллин, Ш. Х. Ганцев. Башк. мед. институт им. XV-летия ВЛКСМ; Уфа, Б. и., 1981.
2. Диагностика и лечение заболеваний большого сальника / Н. Г. Гатауллин, Ш. Х. Ганцев, С. Н. Хунафин. Уфа, Башк. книжное издательство, 1988. 90 с. ISBN 5-295-00181-4.
3. Рак лёгкого. Учебное пособие для студентов, курсантов ФУВП и практ. врачей / Ш. Х. Ганцев и др.. Башк. гос. мед. университет, Каф. онкологии с курсом ФУВП. Уфа, БГМУ, 1997. 66 с. ISBN 5-7247-0105-7.
4. Бета-каротин в комплексном лечении злокачественных лимфом у детей и подростков / О. Н. Липатов, Ш. Х. Ганцев, Ф. Х. Камилов, А. М. Ханов. Уфа, Здравоохранение Башкортостана, 2002. 67 с.
5. Рак и геологические формации / Ш. Х. Ганцев, В. Н. Ручкин, В. Ю. Фролова [и др.]. Уфа, 2002. 48 с. ISBN 5-8372-0047-9.
6. Ассоциация онкологов Республики Башкортостан (Уфа). Сессия (2002; 6). Материалы шестой научной сессии Ассоциации онкологов Башкортостана / Редкол.: Ш. Х. Ганцев (гл. ред) и др. Уфа, Здравоохранение Башкортостана, 2002. 67 с. ISBN 5-8372-0063-0.
7. Очерки о людях науки / Ш. Х. Ганцев. Уфа, 2002. 115 с. ISBN 5-85051-248-9.
8. Рак лёгкого: Учебное пособие для системы послевуз. проф. образования врачей / Ш. Х. Ганцев, М. Я. Назметдинов, М. А. Мустафин [и др.]. М., Мед. информ. агентство (МИА), 2003. 111 с. ISBN 5-85051-283-7.
9. Гемореологические расстройства и их коррекция у онкологических больных / Ганцев Ш. Х., Карабанов Г. Н., Тимербулатов В. М. [и др.]. Уфа, Здравоохранение Башкортостана, 2003. 207 с. ISBN 5-8372-0070-3.
10. Патология и морфологическая характеристика опухолевого роста. Учебное пособие [Для системы послевуз. проф. образования врачей] / Ш. Х. Ганцев, Ш. М. Хуснутдинов. М., Мед. информ. агентство, 2003. 205 с. ISBN 5-85051-284-5.
11. Рак молочной железы. Учебное пособие для системы послевуз. проф. образования врачей / Ш. Х. Ганцев, А. М. Ханов, С. М. Демидов [и др.]. М., Мед. информ. агентство, 2004. 114 с. ISBN 5-85051-285-3.
12. Рак ободочной и прямой кишки. Учебное пособие для системы послевуз. проф. образования врачей / Ш. Х. Ганцев [и др.]. М., Мед. информ. агентство, 2004. 111 с. ISBN 5-85051-286-1.
13. Онкология. Учеб. для студентов мед. вузов / Ш. Х. Ганцев. М., Мед. информ. агентство (МИА), 2004. 487 с. ISBN 5-89481-210-0.
14. Амбулаторная онкология / Ганцев Ш. Х., Рахматуллина И. Р., Малышева Е. В. Уфа, Здравоохранение Башкортостана, 2005. 151 с. ISBN 5-8372-0131-9.
15. Совершенствование диагностики грыж пищеводного отверстия диафрагмы в онкологической клинике / Ш. Х. Ганцев, Ю. Ю. Камалетдинова. Уфа, Новый стиль, 2006. 118 с. ISBN 5-94423-083-5.
16. Онкология. Учеб. для студентов мед. вузов / Ш. Х. Ганцев. Москва, МИА, 2006. 484 с. ISBN 5-89481-418-9.
17. TNM Атлас : иллюстрированное руководство по TNM классификации злокачественных опухолей / К. Виттекинд [и др.]; под ред. Ш. Х. Ганцева. Москва, Мед. информ. агентство (МИА), 2007. 407 с. ISBN 5-89481-358-1.
18. Нестандартные операции в абдоминальной онкологии / Ш. Х. Ганцев, В. В. Плечев, К. Ш. Ганцев. Москва, Мед. информ. агентство, 2007. 286 с. ISBN 5-89481-541-X.
19. Башкирский государственный медицинский университет. Кафедра онкологии с курсом ИПО. Материалы конференции аспирантов-онкологов / ГОУ ВПО «Башкирский гос. мед. университет Федерального агентства по здравоохранению и социальному развитию», Каф. онкологии с курсом ИПО ; [под ред. Ш. Х. Ганцева и др.]. Уфа, Здравоохранение Башкортостана, 2007. 55 с. ISBN 5-8372-0146-7.
20. Онкология. Учебник для студентов, обучающихся в учреждениях высшего профессионального образования по специальностям 060101.65 «Лечебное дело», 060104.65 «Медико-профилактическое дело» и 060103.65 «Педиатрия» по дисциплине «Онкология» / М. И. Давыдов, Ш. Х. Ганцев. Москва, ГЭОТАР-Медиа, 2010. 912 с. ISBN 978-5-9704-1249-7. 2-е издание: Москва, ГЭОТАР-Медиа, 2013. 912 с. ISBN 978-5-9704-2719-4.
21. Заболевания шейки матки. Руководство / Ганцев Ш. Х., Рахматуллина И. Р., Орлова Р. В., Валиева Н. Г.; под ред. Ш. Х. Ганцева. Москва, ГЭОТАР-Медиа, 2011. 154 c. ISBN 978-5-9704-1258-9. 2-е издание: Москва, ГЭОТАР-Медиа, 2014. 154 с. ISBN 978-5-9704-2984-6.
22. Диагностика рака щитовидной железы / Ганцев Ш. Х., Давыдович, Габбасов А. Р. Уфа, ООО Медиа Группа «Здоровье», 2012. 132 с. 500 экз.4,5 п.л. Лично — 1,8 п.л.
23. Амбулаторно-поликлиническая онкология [руководство для врачей] / Ш. Х. Ганцев [и др.]. Москва, ГЭОТАР-Медиа, 2012. 437 с. ISBN 978-5-9704-2058-4. 2-е издание: 2014. 437 с. ISBN 978-5-9704-2875-7.
24. Мультиорганные операции в хирургии колоректального рака. / Ганцев Ш. Х., Парфёнов А. Ю. Акад. наук Республики Башкортостан, Отделение мед. наук. Уфа, Издательство «Гилем», 2012. 186 с. 200 экз. 10,9 п.л. Лично — 5,9 п.л. ISBN 978-5-7501-1351-4.
25. Обоснование профилактики рака слизистой полости рта, языка, губы / Буляков Р. Т., Ш. Х. Ганцев, Гуляева О. А. Издательский дом «LAMBERT», 2012. 120 с. 100 экз. 4 п.л. Лично — 1,3 п.л.
26. Предпосылки и пути совершенствования онкологической помощи (на примере Республики Башкортостан) / Ганцев Ш. Х., Кудряшова Л. Н., Габитова Д. М. Уфа, ООО Медиа Группа «Здоровье», 2013. 118 с. 300 экз. 4,1 п.л. Лично — 1,2 п.л.
27. Рак желудка / Ш. Х. Ганцев, М. Д. Тер-Ованесов, И. Р. Рахматуллина, Д. Т. Арыбжанов. Акад. наук Республики Башкортостан, Отделение мед. наук. Уфа: Издательство «Гилем», 2014. 304 с. 1000 экз. ISBN 978-5-88185-203-0.
28. Рак молочной железы [руководство для врачей] / Ганцев Ш. Х., Рахматуллина И. Р. Галеев М. Г. и др.; под ред. Ш. Х. Ганцева. Москва, ГЭОТАР-Медиа, 2015. 119 с. 3000 экз. ISBN 978-5-9704-3293-8.

### Статьи за 2011—2015 годы
1. Спектрально-люминесцентное исследование кетоенольной таутомерии производных урацила и их комплексов с циклодекстринами. Часть 1. Комплексообразованиетаутомеров 5-фторурацила с β-циклодекстрином / М. В. Султанбаев, С. С. Остахов, С. Л. Хурсан, Ш. Х. Ганцев // Бутлеровские сообщения. — 2011. — № 5. — С. 101—104.
2. Спектрально-люминесцентное исследование кетоенольной таутомерии производных урацила и их комплексов с циклодекстринами. Часть 2. Комплексообразованиетаутомеров 5-фторурацила с β-циклодекстрином / М. В. Султанбаев, С. С. Остахов, С. Л. Хурсан, Ш. Х. Ганцев // Бутлеровские сообщения. — 2011. — № 6. — С. 66-70.
3. Коррекция нутритивного статуса с использованием жирных кислот омега-3 у больных распространёнными формами рака органов пищеварения / Ш. Х. Ганцев, Ф. Х. Камилов, Л. Н. Кудряшова [и др.] // Креативная хирургия и онкология. — 2011. — № 3. — С. 19-25.
4. Аутоиммунитет и рак. Новые подходы к ранней диагностике злокачественного роста / М. М. Дамиров, И. Н. Тютерева, Ш. Х. Ганцев [и др.] // Креативная хирургия и онкология. — 2011. — № 3. — С. 89-93.
5. Тромбоэмболия лёгочной артерии: частота, причины и пути профилактики в онкологии / Ганцев Ш. Х., Каримов А. И., Огий И. И., Хуснутдинов Ш. М., Ишмуратова Р. Ш., Маматова Г. У., Самышина Е. А., Кзыргалин Ш. Р. / Креативная хирургия и онкология. — 2011. -№ 4. — С. 16-21.
6. Обоснование объёма мультиорганных операций при колоректальном раке / Ганцев Ш. Х., Хуснутдинов Ш. М., Парфёнов А. Ю. /Креативная хирургия и онкология. — 2011. — № 1. — С. 4-11.
7. Эффективность эндоскопических методов гемостаза при кровотечении портального генеза у больных циррозом печени / Абдурахманов Б. А., Ганцев Ш. Х., Kулакеев O.K. / Анналы хирургической гепатологии. — 2011. — Т. 16. — № 3. — С. 65-71.
8. Динамика изменения биохимического состава периферической лимфы при раке молочной железы / Ганцев Ш. Х., Султанбаев А. В., Ишмуратова Р. Ш., Фролова В. Ю., Кзыргалин Ш. Р. / Опухоли женской репродуктивной системы. — 2011. — № 4. — С. 37-42.
9. Особенности проявления заболеваемости раком лёгкого среди мужского населения на территориях отличных по экологическим характеристикам / Кириллова Э. В., Ефимов Г. Е., Ганцев Ш. Х., Кайданек Т. В., Моисеенко Ю. И., Ручкин В. Н. / Медицинский альманах. — 2011. — № 5. — С. 99-104.
10. Эмболизация селезёночной артерии в сочетании с миниинвазивными вмешательствами в лечении диуретикорезистентного асцита у больных циррозом печени / Абдурахманов Б. А., Ганцев Ш. Х., Кулакеев O.K. / Анналы хирургической гепатологии. — 2011. — Т. 16. — № 4. — С. 51-55.
11. Способ профилактики метастазирования при диагностике и лечении меланомы кожи / Ганцев Ш. Х., Ишмуратова Р. Ш., Зайнуллин Ф. Ш., Фролова В. Ю. / Креативная хирургия и онкология. — 2011. — № 1. — С. 103.
12. Анализ результатов стадирования рака молочной железы по критерию pNexvivo с использованием новых технологий / Ганцев Ш. Х., HorstmannR., Галеев М. Г., Ишмуратова Р. Ш., Фролова В. Ю., Хуснутдинов Ш. М., Турсуметов Д. С., Кзыргалин Ш. Р., Сулайманова Р. Т., Уразин Р. Р., Иванов Д. Е. / Креативная хирургия и онкология. — 2011. — № 3. — С. 4-9.
13. Фоновые и предраковые заболевания шейки матки у нерожавших женщин, развившиеся после прерывания первой беременности медицинским абортом / Бадретдинова Ф. Ф., Ганцев Ш. Х., Трубин В. Б. / Здоровье семьи — XXI век. — 2012. — № 4. — С. 1.
14. Возможности нового способа комбинированного лечения больных раком желудка / Ганцев Ш. Х., Арыбжанов Д. Т. / Медицинская наука и образование Урала. — 2012. — Т. 13. — № 2. — С. 93-96.
15. Неолимфогенез и профиль экспрессии хемокинов при раке молочной железы / Ш. Х. Ганцев, А. Г. Пухов, Э. К. Хуснутдинова и др. // Креативная хирургия и онкология. — 2012. — № 1. — С. 4-9.
16. Ингибирование клеточной инвазии и индуцирование аноикоза в клетках меланомы у мышей при помощи противовоспалительного препарата DTCM-глутаримида / А. Канеда, Ш. Х. Ганцев, К. Умезава // Креативная хирургия и онкология. — 2012. — № 3. — С. 4-9.
17. Логистика лимфогенного метастазирования при раке молочной железы / Ганцев Ш. Х., Умезава К., Султанбаев А. В., Ишмуратова Р. Ш., Фролова В. Ю., Ахметов А. Т., Фазлыева Э. А., Кзыргалин Ш. Р. / Креативная хирургия и онкология. — 2012. — № 2. — С. 10.
18. Вторичная профилактика рака шейки матки путём разработки и реализации системы оптимизации диагностических и лечебно-реабилитационных мероприятий при фоновых и предраковых заболеваниях шейки матки / Бадретдинова Ф. Ф., Ганцев Ш. Х., Трубин В. Б. / Опухоли женской репродуктивной системы. — 2012. № 3-4. — С. 133—139.
19. Онкология: стратегия развития Ганцев Ш. Х. / Вестник Академии наук Республики Башкортостан. — 2012. — Т. 17. — № 3. — С. 24-27.
20. Комбинация миниинвазивных технологий с превентивной реконструкцией гепатопортальной гемодинамики в лечении диуретикорезистентного асцита у больных циррозом печени/ Ганцев Ш. Х., Абдурахманов Б. А. / Паллиативная медицина и реабилитация. — 2013. — № 3. — С. 16-19.
21. Применение комплексной системы лечебно — реабилитационных мероприятий у женщин с акушерскими травмами шейки матки при первых родах / Бадретдинова Ф. Ф., Ганцев Ш. Х., Трубин В. Б. / Уральский медицинский журнал. — 2013. — № 3 (108). — С. 101—105.
22. Влияние реализованного перитуморального постнатального индуцированного неолимфангиогенеза на выживаемость при раке молочной железы / Ганцев Ш. Х., Кзыргалин Ш. Р., Ишмуратова Р. Ш., Турсуметов Д. С. / Онкология. Журнал им. П. А. Герцена. — 2014. — Т. 2. — № 5. — С. 16-20.
23. Особенности липидного спектра сыворотки крови у работников предприятий химического комплекса / Ш. Х. Ганцев, Г. Г. Бадамшина, Г. В. Тимашева, Л. К. Каримова, А. Э. Бакирова // Общественное здоровье и здравоохранение. — 2014. — № 1. — С. 41-46.
24. Обоснование и основные принципы мультидисциплинарного подхода в онкологии / Ганцев Ш. Х., Рахматуллина И. Р. / Практическая онкология. — 2015. — Т. 16. — № 2. — С. 39-43.

### Изобретения за 2011—2015 годы
1. Способ моделирования цирроза печени с синдромом портальной гипертензии. Патент на изобретение № 2410762, зарегистрирован 27.01.2011 г. Соавторы: Абдурахманов Б. А., Арыбжанов Д. Т.
2. Способ портокавального шунтирования при циррозе печени с синдромом портальной гипертензии. Патент на изобретение № 2410038, зарегистрирован 27.01.2011 г. Соавторы: Абдурахманов Б. А., Абдулова А. Р.
3. Способ локальной химиотерапии метастазов в печень. Патент на изобретение № 2411018, зарегистрирован 10.02.2011 г. Соавторы: Ишмуратова Р. Ш., Ганцев К. Ш., Лиходед В. А., Аюпов Р. Т., Сулейманов Н. М. и др.
4. Способ реабилитации больных раком молочной железы (варианты). Патент на изобретение № 2413526, зарегистрирован 10.03.2011 г. Соавторы: Ганцева Н. Р., Кудашкина Н. В., Рахматуллина И. Р.
5. Способ моделирования неолимфогенеза в эксперименте. Патент на изобретение № 2422914, зарегистрирован 27.06.2011 г.
6. Способ местного пролонгированного химиотерапевтического лечения местнораспространённого нерезектабельного железистого рака органов малого таза. Патент на изобретение № 2437660, зарегистрирован 27.12.2011 г. Соавторы: Хамитова Г. В., Аюпов Р. Т., Ишмуратова Р. Ш. и др.
7. Инъекционный растворитель пролонгированного действия для приготовления средств, применяемых при лечении гинекологических заболеваний в области онкологии. Патент на изобретение № 2438653, зарегистрирован 10.01.2012 г. Соавторы: Шикова Ю. В., Лиходед В. А., Хамитова Г. В. и др.
8. Средство для лечения онкологических заболеваний женской половой сферы с 5-фторурацилом и метронидазолом. Патент на изобретение № 2445097, зарегистрирован 20.03.2012 г. Соавторы: Шикова Ю. В., Лиходед В. А., Ишмуратова Р. Ш., Хамитова Г. В. и др.
9. Способ местного пролонгированного химиотерапевтического лечения местнораспространённого нерезектабельного железистого рака органов пищеварения. Патент на изобретение № 2460530, зарегистрирован 10.09.2012 г. Хамитова Г. В., Аюпов Р. Т., Ишмуратова Р. Ш. и др.
10. Способ определения радикальности операции при раке кожи. Патент на изобретение № 2465587, зарегистрирован 27.10.2012 г. Соавторы: Ишмуратова Р. Ш.,Султанбаев А. В., Турсуметов Д. В., Уразин Р. Р.
11. Биоматериал и средство с биоматериалом, стимулирующее противоопухолевую активность. Патент на изобретение № 2526160, зарегистрирован 25.06.2013 г., публикация патента: 20.08.2014 г. Авторы Ганцев Ш. Х., Шикова Ю. В., Амиров Р. А., Кзыргалин Ш. Р.

## Признание
- 2008: Орден Почёта — за достигнутые трудовые успехи и многолетнюю добросовестную работу;[5]
- 2002: Заслуженный деятель науки Российской Федерации — за заслуги в научной деятельности;[6]
- 1995: Заслуженный деятель науки Республики Башкортостан — за заслуги в области медицинской науки;[7]
- 2009: Государственная премия Республики Башкортостан в области науки и техники — за работу «Научно-технические основы информатизации высшего профессионального (медицинского) образования в Республике Башкортостан»;[8]
- 2009: член-корреспондент Академии наук Республики Башкортостан (по Отделению медицинских наук);
- 2009: член-корреспондент Российской академии естествознания;
- 2008: Телевизионная общественная премия «Герой нашего времени» (учреждена совместно телеканалом «Вся Уфа» и Администрацией г. Уфы) в номинации «Доброе дело».[9]

Профессор Ш. Х. Ганцев награждён орденом РАЕ «Labore et Scientia» («Трудом и Знанием»), медалями «Профессионал России», «За заслуги в развитии медицины и здравоохранения», «За мужество и гуманизм», дипломом Российского фонда паллиативной помощи «За создание научной школы».

## Общественная деятельность
- 1992—2012: президент Ассоциации онкологов Республики Башкортостан;
- с 2012: председатель Общества онкологов Республики Башкортостан;
- с 2007: учредитель благотворительного Противоракового Фонда;
- с 2011: президент Медицинской Лиги Республики Башкортостан;
- с 2012: лидер и соинициатор проекта Профессионального сообщества практик «Превентивная медицина»;
- с 2013: член Общественной палаты Республики Башкортостан, с 2015 — заместитель председателя ОП РБ;
- с 2014-2017: член Общественной палаты Российской Федерации. Член Комиссии по развитию науки и образования ОП РФ.

Председатель Общественного научно-технического совета Технопарка «Сколково». Член Общественного совета Приволжского федерального округа по развитию институтов гражданского общества. В июне 2013 года в Москве Ш. Х. Ганцев участвовал в учредительном съезде Общероссийского общественного движения "Народный фронт «За Россию» (ОНФ) в качестве делегата от Республики Башкортостан.

## Семья, досуг
Шамиль Ханафиевич и его супруга Резеда Наилевна воспитали двоих детей, которые, достойно продолжив семейные врачебные традиции, достигли значительных успехов в профессиональной деятельности. Сын, Камиль Шамилевич Ганцев (род. 1975), — доктор медицинских наук, врач-онколог. Дочь, Рената Шамилевна Ишмуратова, — кандидат медицинских наук, врач-онколог. Старший научный сотрудник Центральной научно-исследовательской лаборатории БГМУ. У Шамиля Ханафиевича шесть внуков: Ришат, Искандер, Аделия, Алсу, Габделкарим, Тимур.
Шамиль Ханафиевич долгое время увлекается коллекционированием предметов, связанных с историей и культурой. С детства он собирал марки, а ещё с первого класса любил фотографировать. Сегодня у Ш. Х. Ганцева несколько больших коллекций: фотоаппаратов, часов (в их числе, например, и огромный хронометр матроса, штурмовавшего Зимний дворец), несколько сотен колокольчиков — из фарфора, металла, стекла, дерева. Есть и коллекция современной спортивной атрибутики, включающая футбольные мячи с крупных чемпионатов.